# António Granjo
Antonio Joaquim Granjo (ur. 27 grudnia 1881 w Chaves, zm. 19 października 1921 w Lizbonie) – portugalski polityk i adwokat.
Stał na czele Republikańskiej Partii liberalnej (PRL). 15 stycznia 1919 został mianowany ministrem spraw wewnętrznych, jednak nie objął urzędu. Następnie był ministrem sprawiedliwości (od 30 marca do 29 czerwca 1919), ministrem rolnictwa (od 19 lipca do 20 listopada 1920), ministra handlu (od 23 maja do 10 sierpnia 1920), dwukrotnie sprawował również urząd premiera (od 19 lipca do 20 listopada 1920 i od 30 sierpnia 1921 do śmierci, którą poniósł w masakrze dokonanej przez zbuntowane wojsko). W trakcie ostatniej kadencji był jednocześnie ministrem spraw wewnętrznych.